# Alanna Ubach
Alanna Noel Ubach (Downey (Californië), 3 oktober 1975) is een Amerikaanse actrice, stemactrice en filmproducente. 

## Biografie
Ubach werd geboren in Downey (Californië) in een gezin van twee kinderen. haar moeder is van Mexicaanse/Amerikaanse afkomst en haar vader is van Puerto Ricaanse afkomst. Naast het Engels spreekt zij ook vloeiends Spaans en Frans.

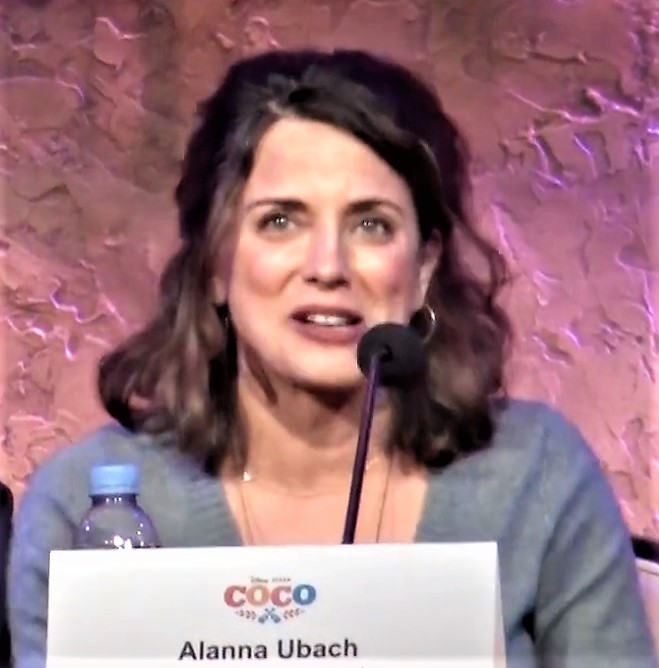
Alanna Ubach

## Filmografie

### Films
Selectie:
- 2024 Venom: The Last Dance - als Nova Moon
- 2019 Bombshell - als rechter Jeanine Pirro
- 2017 Coco - als Mamá Imelda (stem)
- 2011 Bad Teacher – als Angela
- 2011 Rango – als Boo / Cletus / Fresca (stemmen)
- 2008 Batman: Gotham Knight – als Dander (stem)
- 2005 Herbie: Fully Loaded – als verslaggeefster
- 2004 Meet the Fockers – als Isabel Villalobos
- 2003 Legally Blonde 2: Red, White & Blonde – als Serena McGuire
- 2001 Legally Blonde – als Serena
- 1996 Freeway – als Mesquita
- 1995 Virtuosity – als Eila
- 1995 The Brady Bunch Movie – als Noreen
- 1994 Renaissance Man – als Emily Rago
- 1993 Sister Act 2: Back in the Habit – als Maria
- 1993 Moment of Truth: Why My Daughter? – als April

### Televisieseries
Selectie:
- 2025 The Last of Us - als Hanrahan - 2 afl.
- 2023 Princess Power - als miss Fussywiggles - 14 afl.
- 2017-2023 Puppy Dog Pals - als diverse stemmen - 28 afl.
- 2019-2022 Euphoria - als Suze - 13 afl.
- 2021 Guilty Party - als Tessa - 10 afl.
- 2021-2024 Monsters at Work - als Katherine (Cutter) Sterns (stem) - 20 afl.
- 2020 Filthy Rich - als Yopi Candalaria - 9 afl.
- 2020 Kipo and the Age of Wonderbeasts - als Wheels / Boom-Boom (stemmen) - 4 afl.
- 2020 Crossing Swords - als Queen Tulip (stem) - 10 afl.
- 2017-2019 Welcome to the Wayne - als Ansi Molina (stem) - 25 afl.
- 2015-2017 Girlfriends' Guide to Divorce - als Jo - 32 afl.
- 2017 Hand of God - als Tammy Murphy - 4 afl.
- 2012-2015 See Dad Run – als Amy Hobbs – 55 afl.
- 2012-2013 Kaijudo: Rise of the Duel Masters – als Lucy / Tiera / Portia / Queen Kamila (stemmen) – 12 afl.
- 2010-2013 Pound Puppies – als Strudel / Mr. Nut Nut (stemmen) – 65 afl.
- 2013 Californication – als Trudy – 3 afl.
- 2009-2011 Hung – als Yarl Koontz – 10 afl.
- 2009-2011 Men of a Certain Age – als Michelle – 6 afl.
- 2008-2009 Eli Stone – als Cathy Bonila – 3 afl.
- 2008-2009 The Spectacular Spider-Man – als Liz Allan (stem) – 18 afl.
- 2009 My Manny – als Melanie – 10 afl.
- 2007 El Tigre: The Adventures of Manny Rivera – als Manny Rivera / El Tigre – 9 afl.
- 2004-2006 Brandy & Mr. Whiskers – als Lolo Boa (stem) – 34 afl.
- 2002-2004 Ozzy & Drix – als burgemeester Spryman (stem) - 22 afl.
- 2002-2003 Teamo Supremo – als Brenda / Hector (stemmen) – 13 afl.
- 1992-1993 Beakman's World – als Josie – 26 afl.

### Computerspellen
- 2013 Grand Theft Auto V - als lokale bewoonster
- 2012 Madagascar 3: The Video Game - als kapitein DuBois
- 2008 The Adventures of Manny Rivera - als El Tigre / Manny Rivera

### Filmproducente
- 2017 August Falls - film
- 2011 Poolboy: Drowning Out the Fury - film

- Gemeinsame Normdatei: 142508144
- International Standard Name Identifier: 0000 0000 4174 586X
- Library of Congress Control Number: no99044075
- Nederlandse Thesaurus van Auteursnamen: 157265706
- Virtual International Authority File: 61180126
- WorldCat: E39PBJgRPyW77YT9H4H9PbJ4bd